# 雅科夫·扎罗比扬
雅科夫·尼基托维奇·扎罗比扬（俄语：Яков Никитович Заробян；1908年9月12日（格里历：9月25日）—1980年4月11日），亚美尼亚族，苏联党和国家领导人。曾任亚美尼亚共产党中央第二、第一书记，苏联电气工业部副部长等职。

## 生平
- 1908年9月12日（格里历：9月25日）出生于沙俄巴统州阿尔特温的一户农民家庭。幼年因一战举家迁往顿河畔纳希切万居住，做过学徒，店员等工作。
- 1931年-1938年，哈尔科夫电气工程学院机械工程系学习。1932年加入联共（布）。期间，1932年-1936年6月，《社会主义哈尔科夫报》编辑部工业交通部农村通讯员工作处处长。1936年6月-1939年10月，哈尔科夫斯大林机电厂技术员、工程师、车间副主任。
- 1939年10月-1940年10月，联共（布）哈尔科夫斯大林机电厂党委书记。
- 1940年10月-1941年，乌克兰共产党（布）哈尔科夫州斯大林地区党委书记。期间遭遇卫国战争爆发，负责组织当地民兵部队防御以及工业设施的疏散撤离工作。少尉军衔。
- 1941年1月-12月，联共（布）伊尔库茨克州乌索尔斯克市委书记，乌共（布）哈尔科夫州委地下工作。
- 1942年-1947年7月，联共（布）鄂木斯克州委副书记，州国防工业厅副厅长。
- 1947年7月-1949年4月，联共（布）鄂木斯克州委第三书记，州工业厅厅长。
- 1949年4月-1950年，亚美尼亚共产党（布）中央委员会行政司司长。
- 1950年-1952年，亚共（布）埃里温市委第二书记。
- 1952年-1953年5月，亚美尼亚苏维埃社会主义共和国国家安全部副部长。
- 1953年5月-11月，亚共中央委员会党、工会、共青团部副部长。
- 1953年11月-1958年7月，亚共中央工业委员会书记。
- 1958年7月-1960年2月，亚美尼亚苏维埃社会主义共和国部长会议第一副主席。
- 1960年2月-12月，亚共中央第二书记。
- 1960年12月-1966年2月，亚共中央第一书记。期间，1962年2月-1964年10月，苏共中央外高加索局委员。
- 1966年2月-1980年1月，苏联电子工业部副部长。
- 1980年1月起退休。
- 1980年4月11日于莫斯科逝世，享年71岁。

扎罗比扬是苏共20,22大代表，第22届中央委员。第4-5届苏联最高苏维埃民族院代表，第6届苏联最高苏维埃联盟院代表，第3-6届亚美尼亚苏维埃社会主义共和国最高苏维埃代表。

## 主政亚美尼亚
在担任中央工业委员会书记期间，扎罗比扬牵头兴建了赫拉兹丹河水利工程项目，埃里温电灯厂，赞格祖尔铜钼矿项目，埃里温白兰地酒厂等等工业设施。瓦纳佐尔纤维厂，设计斯塔夫罗波尔-第比利斯-埃里温天然气管道，埃里温-阿格斯塔法铁路线等一系列重大工程开工建设。苏联电子科技研究所也在埃里温落地。经过他的争取，苏联政府取消了亚美尼亚的棉花种植指标，塞凡湖因此免于干涸。1965年，亚美尼亚顶住苏共中央的压力举行了纪念种族灭绝50周年的活动，并签署文件兴建种族灭绝遇难者纪念碑。活动随即演变成骚乱。扎比罗扬拒绝向示威群众开枪。但他也因此在1965年被解除职务。

## 荣誉
- 十月革命勋章
- 劳动红旗勋章
- 红星勋章
- 1941－1945年伟大卫国战争战胜德国奖章
- 1941-1945年伟大卫国战争胜利二十周年奖章
- 1941-1945年伟大卫国战争胜利三十周年奖章
- 1941-1945年伟大卫国战争中忘我劳动奖章